# CaterMe
CaterMe (произн. КейтерМи) — российский сайт-агрегатор кейтеринговых компаний и ресторанов. Создан в 2016 году.

## История
Сервис CaterMe был создан в 2016 году московскими предпринимателями Владимиром Батищевым и Григорием Рудановым, которые в 2010-2015 годах владели IT-платформой по поиску перевозчиков «Перевези.рф».
CaterMe представляет собой онлайн-сервис по заказу кейтеринговых услуг, который даёт возможность сравнения предложений сразу нескольких компаний. Агрегирует несколько тысяч компаний со всех регионов России с выездным ресторанным обслуживанием.
В январе 2018 года Фонд развития интернет-инициатив (ФРИИ) осуществил инвестиции в проект в размере 40 тысяч долларов. CaterMe вошёл в состав участников 14-го акселератора ФРИИ.
По мнению российского издания Forbes, агрегатор является косвенным конкурентом компании Catery, так как CaterMe работает по модели обратного аукциона: кейтеринговые компании предлагают услуги клиенту после размещения заказа.